# Ana Tijoux
Anamaría Tijoux Merino (Lilla, França; 12 de juny de 1977), coneguda pel seu nom artístic d'Ana Tijoux o Anita Tijoux (pronunciació francesa: [tu'ʒo]), és una cantant, música, MC, lletrista i compositora de rap xilena. Va obtenir reconeixement a Amèrica Llatina com la MC femenina del grup de hip-hop Makiza a finals de 1990, generalitzant el seu èxit arran del seu segon àlbum en solitari, 1977. Durant l'última dècada ha actuat per diversos països d'Amèrica Llatina, Europa i els Estats Units, entre altres llocs del món. La seva música es pot considerar com a hip-hop fusió que l'ha portat a posicionar-se en l'escena musical internacional com una gran exponent del seu gènere.

## Orígens
Anamaría Tijoux Merino és filla de la sociòloga María Emilia Tijoux i de Roberto Merino Jorquera, dos xilens exiliats després del cop d'estat de l'11 de setembre de 1973 en aquest país. El 1982 la seva família es muda a París per temes laborals. No serà fins al 1983 que coneixerà Xile per un viatge que ella i la seva família fan per visitar als seus avis.
El 1988 comença a endinsar-se en el hip-hop, inicialment com a ballarina. Després del retorn de la democràcia a Xile, torna a aquest país per instal·lar-s'hi de forma definitiva el 1993. Dos anys més tard s'endinsa en el rap local, gràcies a un grup de rapers de la comuna de Macul a Santiago, al mateix temps que forma el seu primer grup, Los Gemelos, amb el raper Zaturno. El 1997 es fa més coneguda després de participar en el tema «La medicina» del grup Los Tetas, essent el seu primer enregistrament professional d'estudi.

## Makiza

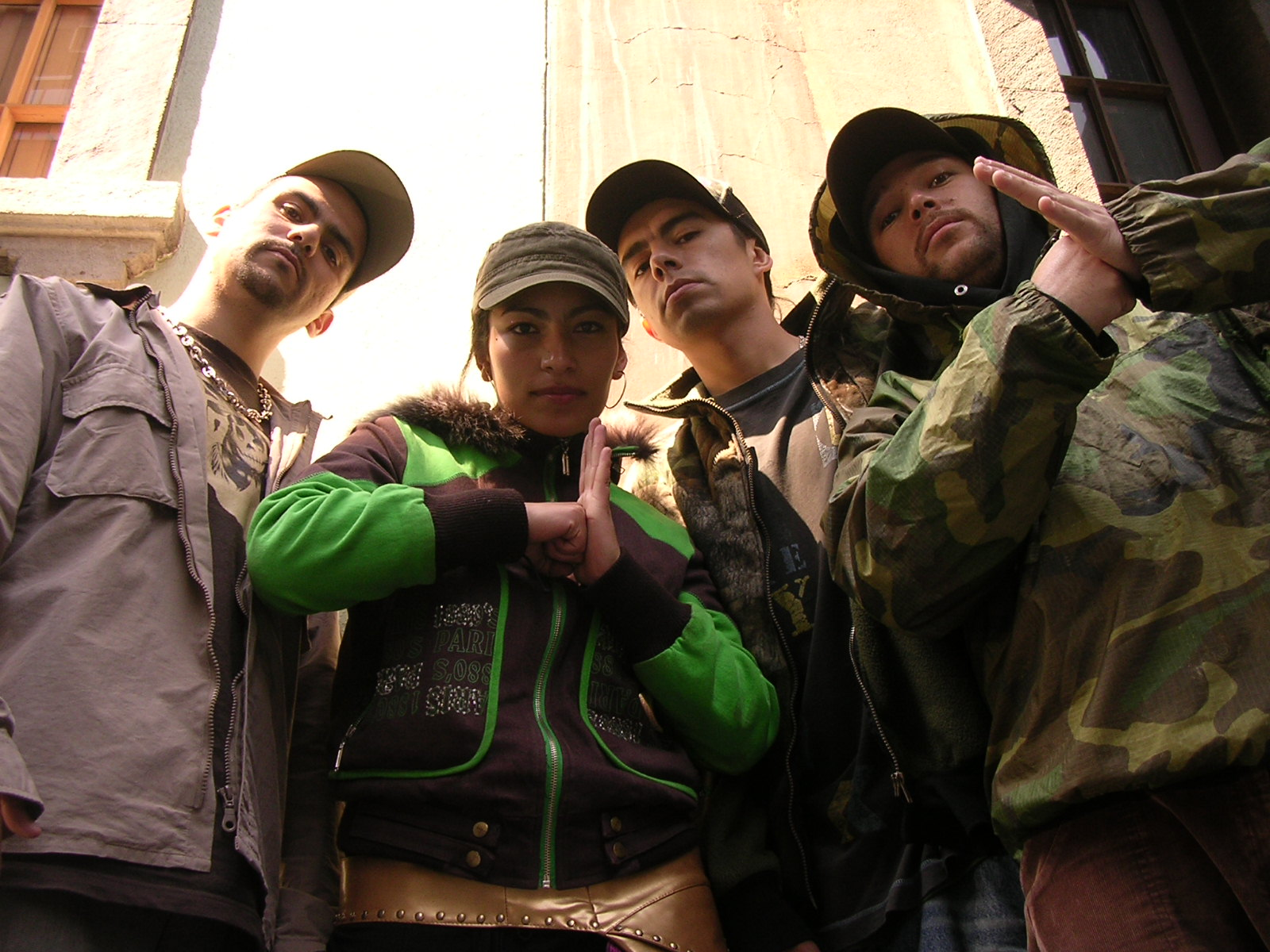
Anita Tijoux, amb Makiza

El 1997 s'uneix a la banda de rap xilena Makiza, coneguda per les seves lletres compromeses socialment i lloada per la dinàmica de la seva producció. L'any següent la banda estrena el seu primer disc, Vida salvaje, amb gran èxit. El 1999 llançarien Aerolínias Makiza, un àlbum que parla de temes tabú com la vida a l'exili, ser pare adolescent, etc.
L'any 2000, Makiza participa en el cover del tema «Somos tontos, no pesados» de Los Tres, pel que fou el seu àlbum de comiat. A finals d'aquell mateix any, Makiza se separa pels projectes personals dels seus membres. És així com Tijoux col·laborarà amb la banda Santo Barrio en els temes «La persecución» i «La bienvenida» l'any 2001. Aquest mateix any torna novament a França on grava el seu primer tema en solitari «Santiago Penando Estàs» per a l'àlbum tribut a Violeta Parra, Después de Vivir un Siglo, que és editat tant a Xile com a França.
El 2003 torna a Xile, i comença a participar en alguns projectes musicals. S'integra per algun temps a la banda Alüzinati. També grava el tema «Lo que tú me das» al costat de la cantant mexicana Julieta Venegas per a la banda sonora de la versió fílmica de Subterra de Baldomero Lillo.
El 2004 Makiza es reuneix novament, remasteritzen el seu primer treball Vida Salvaje i l'any 2005 llancen el seu tercer i últim disc Casino Royale. També aportarà la seva veu a Nea, el vocalista de la sèrie animada Pulentos emesa per Canal 13. El 2006 s'allunya definitivament de Makiza i comença la seva carrera en solitari.

## Carrera solista

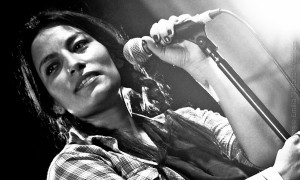
Tijoux el 2013

Al novembre del 2006 llança el seu primer senzill promocional en solitari «Ya no fue», i també debuta en viu. Per problemes amb el segell La Oreja, responsable del llançament del seu primer disc, produït per Erasme Parra i Camilo Salinas, el seu primer treball solista no arriba mai al mercat. Aquest any també realitza novament una col·laboració amb Julieta Venegas, aquesta vegada a «Eres para mi», tema inclòs en el seu àlbum Limón y sal.
El seu primer àlbum en solitari, titulat Kaos, produït per Nicolas Carrasco, Foex del segell Potoco Discos, al costat del guitarrista i productor Cristóbal Pérez (Pera Prezz), que es llançarà el setembre del 2007 sota el segell Oveja Negra, fundat per la SCD, amb el seu primer senzill «Despabílate!». En aquest disc fusiona funk, soul i altres ritmes negres, donant-se la llibertat de compondre cançons tristes, alegres, dinàmiques i melòdiques amb l'afany de mostrar tot un ventall d'emocions.
El juny de 2009 realitza la seva primera gira a Mèxic actuant en el Festival Vive Latino, després continua fent una gira a Mèxic.
El disc 1977, llançat el març del 2010 com el seu segon àlbum en solitari, mostra les seves habilitats a través de ritmes i lletres sofisticades, amb una veu amb un toc de jazz. L'àlbum, anomenat així per ser 1977 el seu any de naixement, exposa la seva infància a França i fa un homenatge al hip-hop xilè que la va inspirar a principis de 1990. Aquell mateix any, el líder de Radiohead, Thom Yorke, recomana als seus seguidors que escoltin la cançó «1977» de l'artista, el que fa pujar la popularitat de Tijoux a Europa. A més, «1977» musicalitza una escena del cinquè capítol de la quarta temporada de la popular sèrie Breaking Bad i apareix en el joc FIFA 11 d'EA Sports. El 2010 realitza gires pels EUA i a més és nominada a un Grammy.
Durant el 2011, l'MTV Iggy la destaca entre les 12 millors MC a nivell mundial, ocupant el primer lloc d'aquest rànquing, destacant-ne el seu últim disc 1977. Amb la La Bala (2011), editat sota el segell Oveja Negra, Anita Tijoux emprèn una marxa que la porta a superar els seus límits amb un estil que altera i reorganitza els referents del hip hop per transmetre un estat d'ànim ple de força i que destaca per un so ple de contrastos en la brillant tríada de «La bala«, «Shock» i «Desclasificado», passant per l'humor i les programacions de «Las cosas por su nombre», fins al soul de «Mi mitad» i «Volver». A més al costat de Mc Lagarto toca en diverses tocatas en col·legis mobilitzats durant les mobilitzacions estudiantils a Xile del 2011. El setembre del 2012 va participar en la campanya 30 cançons en 30 dies inspirat per Nicholas Kristof i Sheryl WuDunn.
El març de 2014, llança el seu quart àlbum solista Vengo, musicalment produït per Andrés Celis, que seria la nova marca d'Ana Tijoux, barrejant diferents ritmes i cultures. L'artista llança una bateria de sons de 17 temes, que passa del tinku fins al hip-hop més contestatari amb matisos instrumentals curulls de manifestos polítics. El track inicial «Vengo» dona nom a la placa; i continua amb «Somos Sur» en companyia de Shadia Mansour; «Antipatriarca», produïda per Cristóbal Pérez (Pera Prezz) i dedicada expressament a l'alliberament femení i la reivindicació de la dona en la nostra societat; i «Somos Todos Erroristas» on apareix Hordatoj. En el tema «Creo en Ti», també produït pel guitarrista Cristóbal Pérez, i que compta amb la companyia de Juanito Ayala, amb una lletra alegre, positiva, carregada de consciència i esperança, matisada amb sons de charangos, quenas i redoblaments nortinos. Demostrant la versatilitat d'estils conjugats en el treball, Tijoux aconsegueix imprimir un nou ambient musical local, a més d'obrir-li la porta a nous exponents a la recerca de la consagració. És amb aquest disc que aconsegueix captivar l'oïda de grans exponents internacionals com Iggy Pop, qui va incorporar en la playlist del seu programa de ràdio de la BBC la cançó «Somos Sur», o com el compositor i activista japonès Ryuichi Sakamoto qui va compartir en el seu mur de Facebook la cançó «Antipatriarca» i «No al TPP» (2013), deixant clar el caràcter transfonterer de les seves composicions.
El 2014 va ser nomenada com la millor rapera en castellà per la revista Rolling Stone. El mateix any va guanyar un Grammy per la cançó Universos paralelos en col·laboració amb Jorge Drexler.
El 2015, carregada de gires internacionals, és l'any de consagració de l'artista xilena del moment, tenint al seu haver presentacions a Llatinoamèrica, Europa i Amèrica del Nord, i el reconeixement a nivell mundial i nacional als Premis Pulsar, amb 4 estatuetes com a Millor Artista de Música Urbana, Cançó de l'Any, Àlbum de l'Any i Artista de l'Any, aquests últims triats per votació popular. A la revista Rolling Stones que la tria el març de 2015 com la «millor rapera en castellà», o el The New York Times on l'assenyalen com «la resposta llatinoamericana a Lauryn Hill». A més, Newsweek l'anomena «la rapera llatinoamericana més important de l'escena internacional».
A destacar que Tijoux té desenes de nominacions a diversos premis com els MTV i Los 40 en la categoria de Millor artista xilè, l'Indie Music Awards i els Premis Altazor 2012, amb «Sacar la voz» en companyia de Jorge Drexler com a Millor cançó urbana.
Considerada una de les principals MC d'Amèrica Llatina, Ana Tijoux ha estat nominada als MTV Video Music Awards Llatinoamericans com a Millor Artista Novell i Millor Artista Urbana, i ha aconseguit la fita en ser la segona artista xilena a ser nominada als Premis Grammy dels Estats Units aconseguint quatre nominacions, i convertint-se en la xilena amb més candidatures a aquests premis.
En plena efervescència de les protestes a Xile de 2019, Tijoux publica el seu single Cacerolazo en suport als manifestants contraris al govern de caràcter conservador liderat per Sebastián Piñera.
El 2020 va ser nomenada per la BBC britànica dins de la seva llista anual de dones més influents.

## Vida personal
Tijoux va néixer a Lille i es va traslladar amb els seus pares a París quan tenia 6 anys. Va tornar a Xile amb els seus pares de catorze anys i va rebre una beca per estudiar en una escola privada per a immigrants francesos situada a Vitacura. Després d'acabar l'escola, va entrar a la universitat per estudiar disseny i va començar a treballar com a cambrera a temps parcial.
Després del debut de Makiza el 1998 i de la sobtada fama i reconeixement que va començar a adquirir, Tijoux es va sentir aclaparat i va decidir posar fi a la seva carrera musical i tornar al seu anonimat a França, on va començar a treballar en diverses feines, com ara una cambrera, inspector escolar, conserge i enquestador. Pocs anys després va decidir tornar a Xile per començar la seva carrera en solitari com a rapera.
El febrer de 2019, Tijoux es va casar amb Jon Grandcamp, un company de música francès. El juny de 2019, Tijoux va deixar Xile per establir-se definitivament a París, França, amb Grandcamp i els seus dos fills.

## Discografia
| Senzills - 2007: Despabílate - 2008: Gol - 2008: A veces - 2010: 1977 - 2010: Partir de cero - 2010: Crisis de un MC - 2011: Shock - 2012: Sacar la voz - 2014: Vengo - 2014: Somos sur - 2014: Los peces gordos no pueden volar - 2014: Todo lo sólido se desvanece en el aire - 2019: Cacerolazo | Àlbums d'estudi - 2007: Kaos - 2009: 1977 - 2011: La bala - 2014: Vengo |